# Douze
Douze – rzeka we Francji, przepływająca przez tereny departamentów Gers oraz Landy, o długości 123,6 km. W Mont-de-Marsan Douze łączy się z Midou tworząc rzekę Midouze.